# 金魚一
金魚一（劍魚座γ /γ Dor）是劍魚座的第三亮星 ，它是視星等大約4.25等的變星，並且是劍魚γ型變星的原型。這一類型的變星，就像金魚一，是脈動型的變星，它的光度變化少於0.1個星等，是由非徑向的重力波振盪造成的。金魚一本身的光度被觀察到有兩個分別為17.6小時和18.2小時的正弦變化週期，還有一些原因不明，但顯然是隨機的波動變化。